# إسفغنون شخصي
إسفغنون شخصي (الاسم العلمي:Sphagnum personatum) هو نوع من النباتات يتبع جنس الإسفغنون من الفصيلة الإسفغنونية.